# サクラあっぱれーしょん
「サクラあっぱれーしょん」は、でんぱ組.incの楽曲。同グループ9枚目のシングルとして2014年3月12日にMEME TOKYOから発売された。

## 概要
「未来を明るく照らすなんて、お茶の子さいさいさーい！」がコンセプト。
前作「W.W.D II」より約5か月ぶりとなる、でんぱ組.incの2014年第1弾シングル。 DVD付きの初回限定盤A、特製ステッカーが封入された初回限定盤B、メンバー6人をフィーチャーした6パターンの初回限定メンバー盤および通常盤（CDのみ）の全9形態で発売。
表題曲の「サクラあっぱれーしょん」は作詞・作曲・編曲を「でんでんぱっしょん」などでんぱ組.incの様々な曲の作曲を担当した玉屋2060%（Wienners）が担当している。カップリング曲の「ファンシーほっぺ♡ウ・フ・フ」はチュッパチャップスとでんぱ組.incのコラボ企画の一環として制作された。
発売初週で4.4万枚を売り上げ、3月24日付けのオリコン週間シングルランキング（集計期間：3月10日〜16日）で初登場3位を記録した。でんぱ組.incにとってシングル・アルバムを通して初のTOP3入りで、シングルは4作連続（通算4作）のTOP10入りとなった。
表題曲の「サクラあっぱれーしょん」は、ライブではファンの考案により観客がピンクのサイリウムを掲げており、それにより「桜前線みたい」になっていると相沢梨紗は述べている。
アーティストの公式YouTubeチャンネルで新曲として初めてMVを公開した曲である。

## 収録曲

### 発売形態
1. 初回限定盤A（収録曲A）
2. 初回限定盤B（収録曲B）
3. 初回限定 相沢梨紗盤（収録曲C）
4. 初回限定 成瀬瑛美盤（収録曲C）
5. 初回限定 藤咲彩音盤（収録曲C）
6. 初回限定 古川未鈴盤（収録曲C）
7. 初回限定 最上もが盤（収録曲C）
8. 初回限定 夢眠ねむ盤（収録曲C）
9. 通常盤（収録曲B）

### 収録曲A
初回限定盤Aが該当。
| #  | タイトル                                     | 作詞                  | 作曲       | 編曲                 | 時間 |
| -- | -------------------------------------------- | --------------------- | ---------- | -------------------- | ---- |
| 1. | 「サクラあっぱれーしょん」                   | 玉屋2060%（Wienners） | 玉屋2060%  | 玉屋2060%            | 4:25 |
| 2. | 「ファンシーほっぺ♡ウ・フ・フ」              | かせきさいだぁ        | カジヒデキ | カジヒデキ・橋本竜樹 | 3:43 |
| 3. | 「サクラあっぱれーしょん（Off vocal）」      |                       |            |                      | 4:25 |
| 4. | 「ファンシーほっぺ♡ウ・フ・フ（Off vocal）」 |                       |            |                      | 3:41 |

| #  | タイトル                                                 | 作詞 | 作曲・編曲 |
| -- | -------------------------------------------------------- | ---- | ---------- |
| 1. | 「サクラあっぱれーしょん（Music Video）」                |      |            |
| 2. | 「サクラあっぱれーしょん（Music Video メイキング映像）」 |      |            |
| 3. | 「サクラあっぱれーしょん（Music Video ソロver.）」       |      |            |
| 4. | 「サクラあっぱれーしょん（Music Video 特典映像）」       |      |            |

### 収録曲B
初回限定盤Bおよび通常盤が該当。
| #  | タイトル                                     | 作詞                  | 作曲       | 編曲                 | 時間 |
| -- | -------------------------------------------- | --------------------- | ---------- | -------------------- | ---- |
| 1. | 「サクラあっぱれーしょん」                   | 玉屋2060%（Wienners） | 玉屋2060%  | 玉屋2060%            | 4:25 |
| 2. | 「ファンシーほっぺ♡ウ・フ・フ」              | かせきさいだぁ        | カジヒデキ | カジヒデキ・橋本竜樹 | 3:43 |
| 3. | 「サクラあっぱれーしょん（Off vocal）」      |                       |            |                      | 4:25 |
| 4. | 「ファンシーほっぺ♡ウ・フ・フ（Off vocal）」 |                       |            |                      | 3:41 |

### 収録曲C
初回限定メンバーソロ盤が該当。
| #  | タイトル                                | 作詞                  | 作曲      | 編曲      | 時間 |
| -- | --------------------------------------- | --------------------- | --------- | --------- | ---- |
| 1. | 「サクラあっぱれーしょん」              | 玉屋2060%（Wienners） | 玉屋2060% | 玉屋2060% | 4:25 |
| 2. | 「メンバーソロ曲」(詳細は下記を参照)    |                       |           |           |      |
| 3. | 「サクラあっぱれーしょん（Off vocal）」 |                       |           |           | 4:25 |
| 4. | 「メンバーソロ曲（Off vocal）」         |                       |           |           |      |

初回限定 相沢梨紗盤
「Promise of the World ～我コソ世界ノ救世主～」[4:40]
- 作詞 - 奥井雅美 / 作曲 - きただにひろし / 編曲 - 釣俊輔

初回限定 成瀬瑛美盤
「トキメキ☆すちゃらかテキサス」[3:38]
- 作詞・作曲・編曲 - NAOTO（ORANGE RANGE）

初回限定 藤咲彩音盤
「P and A」[4:48]
- 作詞・作曲・編曲 - PandaBoY

初回限定 古川未鈴盤
「ソーリー、ロンリー。」[3:49]
- 作詞 - NOBE / 作曲・編曲 - RONZI（BRAHMAN）

初回限定 最上もが盤
「ニューロマンティック」[4:43]
- 作詞・作曲 - Chara / 編曲 - Chara・白根賢一（GREAT3）

初回限定 夢眠ねむ盤
「あのね…実はわたし、夢眠ねむなんだ…♡」[3:22]
- 作詞・作曲・編曲 - 清竜人

## カバー
- beatmania IIDX 26 Rootage （Remixed by BEMANI Sound Team "TAG" feat. 柊木りお名義）